# Laure Coutan-Montorgueil

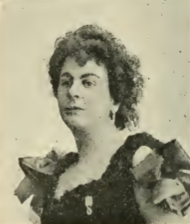
Laure Coutan-Montorgueil, Fotografie von Léopold-Émile Reutlinger, ca. 1896

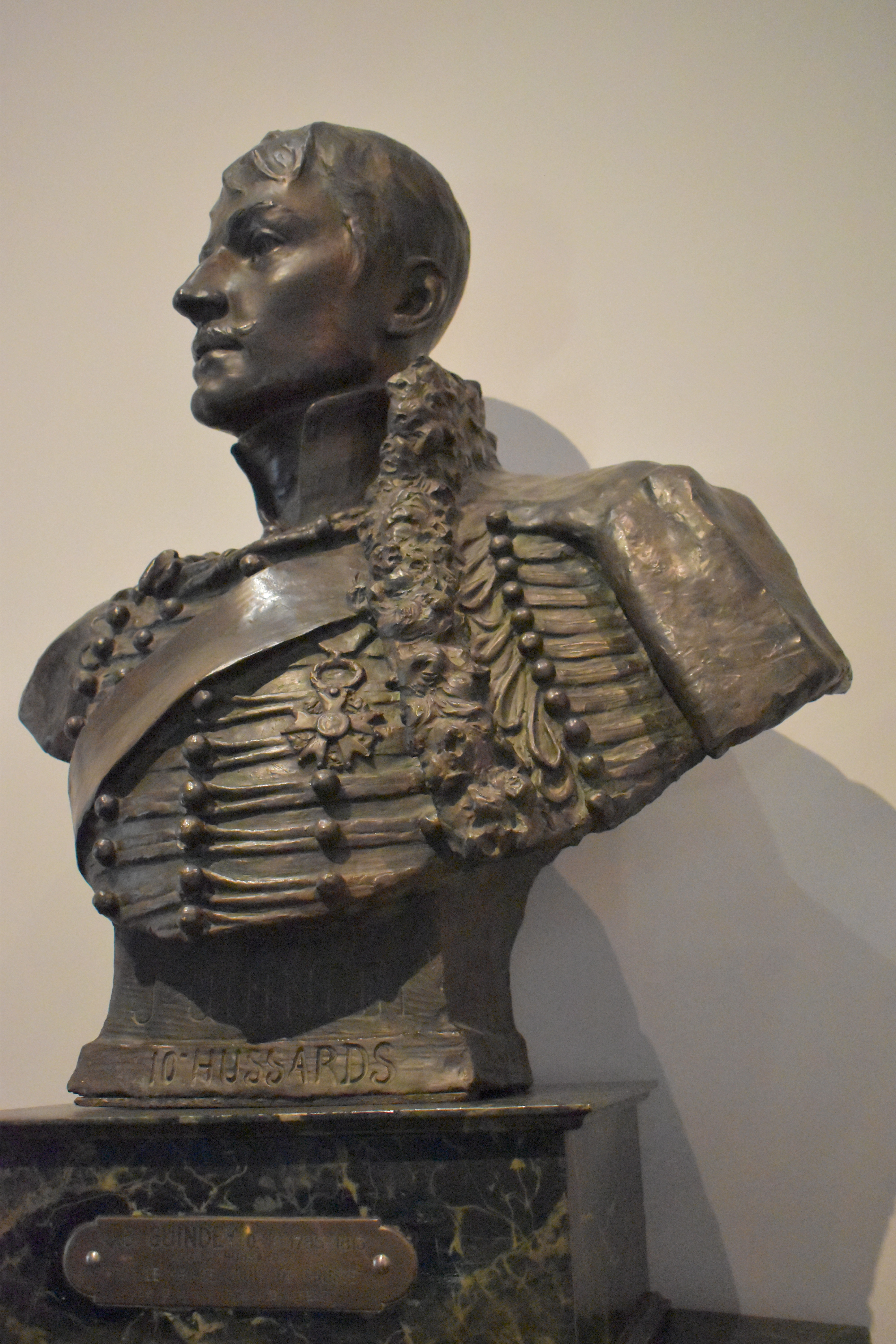
Büste von Jean-Baptiste Guindey (1785–1813), 1900

Laure Coutan-Montorgueil (* 29. Oktober 1855 in Dun-sur-Auron als Laure Martin; † 14. November 1915 in Paris) war eine französische Bildhauerin.
Laure Coutan-Montorgueil war eine Schülerin des französischen Bildhauers Alfred Boucher. Sie schuf figürliche Plastiken aus Marmor und zahlreiche Bronzebüsten sowie Porträt-Reliefs.

## Werke (Auswahl)
- Jean-Baptiste Guindey (1785–1813), Bronzebüste im Musée de l’Armée in Paris
- André Gill (1840–1885), Bronzebüste auf dem Cimetière du Père-Lachaise
- Hégésippe Moreau (1810–1838), Büste auf dem Cimetière de Montparnasse